# Полько
По́лько (Полька, рос. Полько) — село в Кізнерському районі Удмуртії, Росія.
Населення становить 36 осіб (2010, 56 у 2002).
Національний склад (2002):
- росіяни — 91 %

Урбаноніми:
- вулиці — Лісова